# Alfred Hoppe (spisovatel)
Alfred Hoppe (6. března 1869 Piła – 6. července 1929 Vídeň) byl rakouský římskokatolický duchovní, spisovatel a autor publikací z oboru teologie.

## Život
Narodil se v Schneidemühl (dnešní Piła v Polsku). Vystudoval teologii na univerzitě ve Vídni. Nejdříve byl farním kooperátorem v Mariabrunn a od roku 1896 farářem v dolnorakouském Winzendorfu. Brzy však na místo faráře rezignoval a stal se vedoucím účetního oddělení na arcibiskupském ordinariátu ve Vídni. Zde se stal odborníkem na se stal odborníkem na poutní svatyně a pouti v rakousko-uherské monarchii. Napsal pak řadu knih. K jeho aktivitě patřilo také častější používání promítacích přístrojů při výuce a k dosažení vzdělávacích cílů. Jeho práce o poutích a poutních místech se staly důležitými literárními zdroji mapující poutní aktivity.

## Dílo
- 1897 Das Zeichnen im Dienste des Religionsunterrichtes
- 1910 Lourdes im Glanze seiner Wunder
- 1911 Der Weg zum Himmel
- 1912 Triumpf der Eucharistie
- 1914 Des Österreichers Wallfahrtsorte
- 1914 Religiöse Lichtbilder-Vorträge für Skioptikon
- 1919–1922 Das Wort des Herrn
- 1921–1928 Exerzitien und Retraiten, 3 sv.
- 1924–1927 Mein Tröster ist Gott, 3 sv.
- 1925 Die Lauretan. Litanei
- 1925–1928 Christus ist mein Leben, 6 sv.
- 1925–1928 Unsere Klosterfrauen, 4 sv.
- 1927 Rosenkranzbetrachtungen
- 1927–1929 Mein Meßbuch, 2 sv.

a další.